# Cláudio Taffarel
Cláudio Taffarel, de son nom complet Cláudio André Mergen Taffarel, né le 8 mai 1966 à Santa Rosa, est un footballeur brésilien.
Au poste de gardien de but, il est avec l'équipe du Brésil vainqueur de la Coupe du monde 1994 et finaliste de celle de 1998.

## Biographie

### En club
Taffarel remporte de nombreux titres au Brésil et en Europe. À ses débuts, il reçoit le « ballon d'or brésilien » en 1988 et le « ballon d'argent brésilien » en 1987. Il arrive en Europe en 1990 , au Parme AC, ce qui est rare pour les gardiens de but brésiliens qui ne bénéficient pas alors d'une très bonne réputation. Sous les ordres de Nevio Scala, son équipe remporte la Coupe d'Europe des vainqueurs de coupe en 1993 mais il ne joue pas la finale à Wembley. Il rejoint alors le club voisin et rival de Reggiana.
Taffarel est reconnu pour être une personnalité simple et un joueur travailleur. Il ne cache pas être très croyant. Après le mondial 1994, il n’est pas prolongé par la "Regia". Sans contrat pendant plusieurs mois, il se maintient en forme au sein d'une équipe de paroisse en Italie... au poste de libéro.
Après le mondial 1998 disputé en France, l'agent Franck Henouda propose le gardien au Paris Saint-Germain, mais le transfert n'a pas lieu à cause du retour de Bernard Lama dans la capitale. Le joueur se dirige alors vers la Turquie.

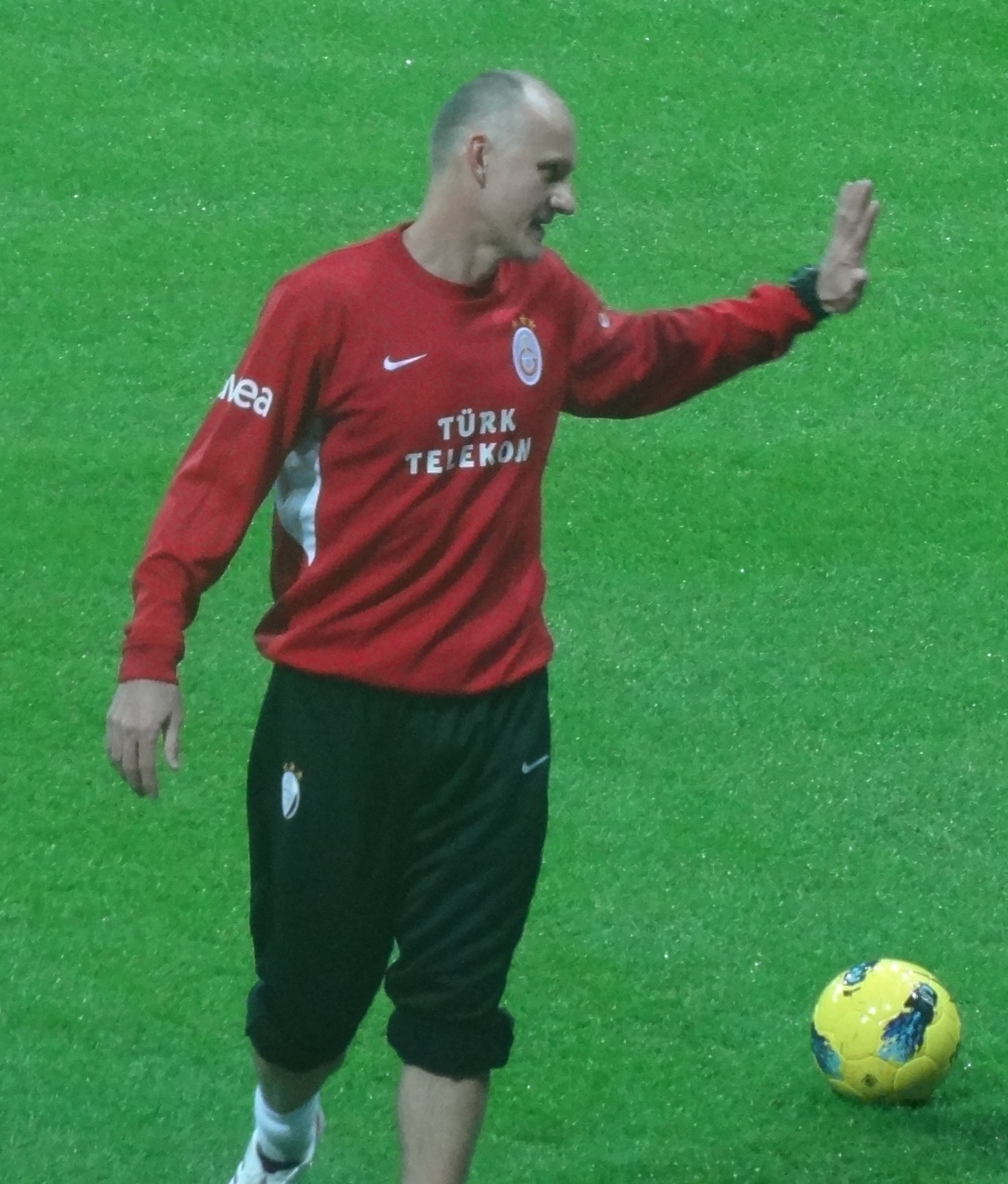
Cláudio Taffarel sous les couleurs de Galatasaray.

Sur les bords du Bosphore, il est managé par Fatih Terim et remporte à deux reprises le doublé Süper Lig / coupe de Turquie en 1999 et 2000. 
Il est également vainqueur de la Coupe UEFA en 2000 avec le club turc de Galatasaray après la séance de tirs au but, en étant élu homme du match lors de la finale. Au cours de ce match qui aurait pu se terminer par un but en or durant la prolongation, il réalise une parade déterminante sur une tête de Thierry Henry. 
Le 25 août 2000 à Monaco, il remporte la supercoupe d'Europe contre le Real Madrid grâce à un doublé de son compatriote Mário Jardel.
En 2001, il retourne en serie A où il remporte son dernier titre professionnel (la coupe d'Italie en 2002), alors qu'il termine sa carrière au Parme AC comme doublure de Sébastien Frey.

### En sélection nationale
Élu meilleur gardien du Festival international Espoirs de Toulon en 1987, Cláudio Taffarel participe aux Jeux olympiques de 1988. En demi-finale, il arrête trois penalties contre l’Allemagne de l’Ouest, permettant la victoire des siens (1-1, 3-2 tab). Les Brésiliens s'inclinent en finale face à l'Union soviétique et repartent avec la médaille d'argent.
Taffarel débute avec l'équipe du Brésil en juillet 1988 par une victoire lors de la Coupe du Bicentenaire de l'Australie.
Taffarel remporte la Coupe du monde 1994 avec l'équipe du Brésil en tenant un rôle prépondérant, notamment lors de la séance de tirs au but en finale contre l'Italie.
Il participe également à la Coupe du monde 1990 et à la Coupe du monde 1998 et dispute au total 18 matchs de Coupe du monde. Il brille lors d'une nouvelle séance de tirs au but en 1998 en demi-finale contre les Pays-Bas, et honore sa 101e et dernière sélection en équipe nationale du Brésil lors de la finale de la Coupe du monde 1998 perdue contre la France. Son bilan personnel est de 62 victoires, 12 défaites et 27 matches nuls, pour 70 buts encaissés, entre 1987 et 1998.

### Reconversion
En 2007, Cláudio Taffarel devient agent de joueurs, particulièrement entre le Brésil et l'Italie. Sa société « Taffarel & Paulo Roberto » a eu, par exemple, sous contrat l'attaquant Fernandão, passé par l'Olympique de Marseille notamment.
Il est ensuite entraineur des gardiens dans le club turc de Galatasaray. En 2014, il accepte la proposition de son ancien coéquipier Dunga d'intégrer la direction technique de la sélection brésilienne.

### Opinions politiques
Lors de l'élection présidentielle brésilienne de 2018, il apporte son soutien au candidat d’extrême droite Jair Bolsonaro.

## Statistiques

### En sélection nationale
| Saison                | Sélection             | Phases finales                                      | Phases finales | Phases finales | Éliminatoires CDM | Éliminatoires CDM | Matchs amicaux | Matchs amicaux | Gold Cup 1998 | Gold Cup 1998 | Total | Total |
| Saison                | Sélection             | Compétition                                         | M              | B              | M                 | B                 | M              | B              | M             | B             | M     | B     |
| --------------------- | --------------------- | --------------------------------------------------- | -------------- | -------------- | ----------------- | ----------------- | -------------- | -------------- | ------------- | ------------- | ----- | ----- |
| 1987-1988             | Brésil                | -                                                   | -              | -              | -                 | -                 | 5              | 0              | -             | -             | 5     | 0     |
| 1988-1989             | Brésil                | Copa América 1989                                   | 7              | 0              | 1                 | 0                 | 4              | 0              | -             | -             | 12    | 0     |
| 1989-1990             | Brésil                | Coupe du monde 1990                                 | 4              | 0              | 3                 | 0                 | 6              | 0              | -             | -             | 13    | 0     |
| 1990-1991             | Brésil                | Copa América 1991                                   | 7              | 0              | -                 | -                 | 2              | 0              | -             | -             | 9     | 0     |
| 1991-1992             | Brésil                | -                                                   | -              | -              | -                 | -                 | 1              | 0              | -             | -             | 1     | 0     |
| 1992-1993             | Brésil                | Copa América 1993                                   | 1              | 0              | 2                 | 0                 | 7              | 0              | -             | -             | 10    | 0     |
| 1993-1994             | Brésil                | Coupe du monde 1994                                 | 7              | 0              | 6                 | 0                 | 3              | 0              | -             | -             | 16    | 0     |
| 1994-1995             | Brésil                | Copa América 1995                                   | 4              | 0              | -                 | -                 | 1              | 0              | -             | -             | 5     | 0     |
| 1996-1997             | Brésil                | Copa América 1997                                   | 6              | 0              | -                 | -                 | 6              | 0              | -             | -             | 12    | 0     |
| 1997-1998             | Brésil                | Coupe des confédérations 1997 + Coupe du monde 1998 | .+7            | .+0            | -                 | -                 | 6              | 0              | 5             | 0             | 18    | 0     |
| Total sur la carrière | Total sur la carrière | Total sur la carrière                               | 43             | 0              | 12                | 0                 | 41             | 0              | 5             | 0             | 101   | 0     |

## Palmarès

### En club
- Vainqueur de la Coupe de l'UEFA en 2000 avec Galatasaray SK
- Vainqueur de la Supercoupe d'Europe en 2000 avec Galatasaray SK
- Vainqueur de la Copa Conmebol en 1997 avec l'Atlético Mineiro
- Champion de Turquie en 1999 et en 2000 avec Galatasaray SK
- Vainqueur de la Coupe d'Italie en 1992 et 2002 avec Parme AC
- Vainqueur de la Coupe de Turquie en 1999 et en 2000 avec Galatasaray SK
- Champion de l'État du Minas Gerais en 1995 avec l'Atlético Mineiro

### En équipe du Brésil
- 101 sélections entre 1987 et 1998
- Vainqueur de la Coupe du monde en 1994
- Vainqueur de la Copa América en 1989 et en 1997
- Vainqueur de la Coupe du monde des moins de 20 ans en 1985[7] avec les moins de 20 ans
- Finaliste de la Coupe du monde en 1998
- Médaille d'argent aux Jeux Olympiques de 1988 avec les Olympiques
- Vainqueur des Jeux Panaméricains en 1987
- Vainqueur de la Coupe du Bicentenaire de l'Australie en 1988
- Participation à la Copa America en 1989 (Vainqueur), 1991 (Finaliste), 1993 (1/4 de finaliste), 1995 (Finaliste) et en 1997 (Vainqueur)
- Participation à la Coupe du monde en 1990 (1/8 de finaliste), 1994 (Vainqueur) et en 1998 (Finaliste)
- Participation à la Gold Cup en 1998 (3e)

### Distinctions personnelles
- Ballon d'Or brésilien en 1988
- Ballon d'Argent brésilien en 1987
- Élu Meilleur Gardien du Festival International Espoirs en 1987